# Bauernhofmuseum Jexhof

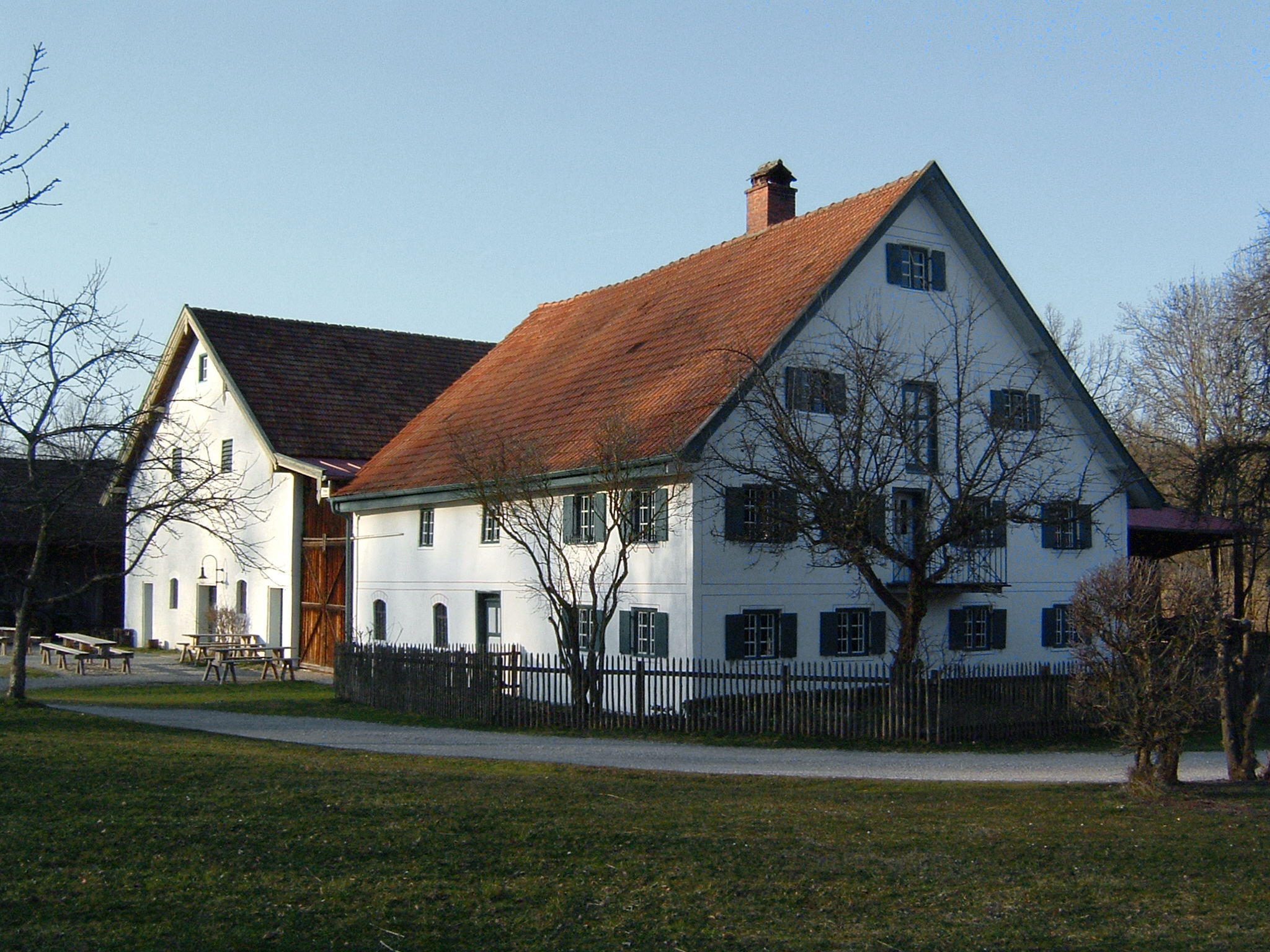
Wohnhaus mit Stall

Der Jexhof ist ein Bauernhofmuseum, das im südlichen Teil des Landkreises Fürstenfeldbruck liegt, etwa 700 Meter südöstlich der Kreisstraße FFB 7 von Schöngeising nach Mauern. Der Hof liegt in der Einöde Jexhof der Gemeinde Schöngeising in einer Geländemulde an den westlichen Ausläufern des Naturschutzgebietes Wildmoos. Das Museum gehört zum Museumsverbund Landpartie – Museen rund um München. Träger des Museums ist der Landkreis Fürstenfeldbruck. Partner ist der Förderverein Jexhof e. V.

## Beschreibung

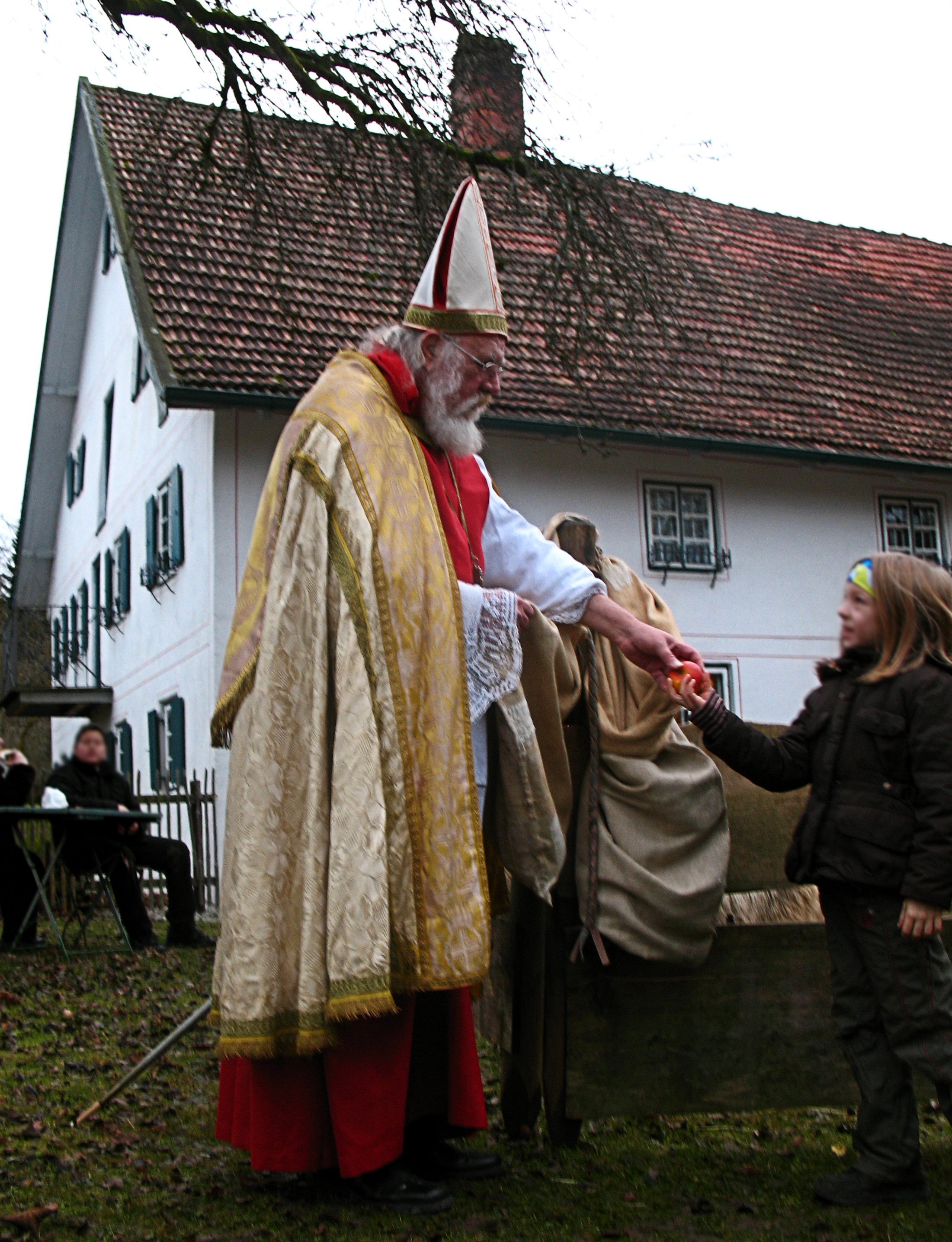
Traditioneller Nikolaus bei der Kinderbescherung

### Geschichte
Der Bestand des Dreiseithofes Jexhof lässt sich bereits für das Jahr 1433 aus einem Kaufvertrag nachweisen. Er gehörte mit 400 Tagewerk Buchenwald von 1564 bis 1803 zum Kloster Fürstenfeld, das den Hof mit dem zugehörigen Waldgelände zur Bewirtschaftung verpachtet hatte. Um 1775 errichtete die damals ansässige Familie Schneider, die den Jexhof seit der zweiten Hälfte des 17. Jahrhunderts bewirtschaftete, das Wohnhaus mit dem Rossstall. 1862 hat Josef Riedl den Hof mit 88 Tagwerk Grund für 12.300 Gulden von dem bisherigen Eigentümer Stefan Schmid übernommen, die Familie hat den Hof über drei Generationen bewirtschaftet. In die Zeit der Familie Riedl fielen auch die meisten Baumaßnahmen, durch die der Jexhof sein heutiges Aussehen erhalten hat. Die seit 1930 für die Familie tätige, ehemalige Dienstmagd bewohnte den Hof bis 1980.

### Bauernhofmuseum
1983 begann der Förderverein seine Bemühungen um den Erhalt des Hofes. 1987 übernahm der Landkreis Fürstenfeldbruck die Trägerschaft und eröffnete im selben Jahr das Bauernhofmuseum. Abschriften der über den Hof vorhandenen Dokumente sind im Museum zu sehen. Das Museum stellt die Lebenssituation der Landbevölkerung zu Beginn des 20. Jahrhunderts dar. Neben den dauerhaft zugänglichen Gebäuden und Räumlichkeiten des Hofes gibt es regelmäßige Sonderausstellungen zu regionalen Themen. In regelmäßigen Abständen werden Aktionstage veranstaltet, die das Leben vor hundert Jahren demonstrieren. Die Besucher können an solchen Tagen zum Beispiel Wäsche ohne Waschmaschine und elektrischen Strom mit feuerbeheiztem Waschkessel, Waschbrett und Kernseife selber waschen, mangeln, trocknen und mit alten Bügeleisen bügeln.

### Ausstellungen
Neben der Dauerausstellung werden regelmäßig Sonderausstellungen gezeigt.

#### Frühere Sonderausstellungen
- Im Jahr 2014 gab es drei Sonderausstellungen: die Ausstellung „Der Wald im Brucker Land. Forst – Jagd – Natur“, die Ausstellung „Großer Krieg und kleines Dorf. Der Erste Weltkrieg auf dem Land“ und die Weihnachtsausstellung „Die Welt im Kleinen. Spielzeug aus dem Erzgebirge“.[4]

- 2015 behandelte die Ausstellung „Die Amper. Geschichte(n) eines Flusses“ die Natur- und Kulturgeschichte der Flusstales vom Ammersee bis Olching. Die Amper-Ausstellung war Teil des Projektes „Wasser“ der Arbeitsgemeinschaft „Landpartie – Museen rund um München“. Aufgrund des großen Echos wurde die Sonderausstellung im Handwerkerstadel zu 100-Jahre-Erster-Weltkrieg unter dem Titel „Großer Krieg und kleines Dorf“ um ein Jahr verlängert.[5]

- 4. Dezember 2015 bis 31. Januar 2016: „Ali Mitgutsch: Eine bunte Welt voller Geschichten entdecken. Vom Wimmelbild zum Traumkästchen“[6]

- 2. Dezember 2016 bis 29. Januar 2017: „Hilfe für die Heiden. Übersee-Mission, Heimat und das Bild von Afrika (1887–1965)“[7] Die Ausstellung beschäftigte sich mit der Christianisierung der sogenannten Heiden in Afrika (Afrikamission) und erzählte Geschichten von Menschen aus dem Landkreis, die sich auf die Reise dorthin gemacht haben.[8]

- 19. Mai bis 5. November 2017: „Kleider machen Leute“[9]

- 8. Dezember 2017 bis 11. Februar 2018: „Janosch: Vom Ammersee bis Panama“[10]

- 7. Dezember 2018 bis 17. Februar 2019: „Stroh zu Gold. Märchen und die ländliche Lebenswelt“[11][12]

- 17. Dezember 2019 bis 23. Februar 2020: „Ignatius Taschner: Der rastlose Alleskönner. Bildhauer, Zeichner und Kunsthandwerker um 1900“[13]

- 2. Juli 2020 bis 2. Mai 2021: „Eiszeit(en). Gletscher, Mammut und Moränen“[14][15]

## Anlage
Die Hofanlage besteht aus
- dem Stall-Stadl, dem heutigen Eingangsgebäude
- dem Göpelhaus
- einem Wohnhaus, errichtet um 1775, bestehend aus Stube, Küche, Vorratskeller, Speisekammer, Schlafkammer, oberen Flur, Knechtkammer, Magdkammer, Heuboden und Roßstall
- dem Backhaus, errichtet um 1891.

## Klangweg
Seit 2014 kann man den Weg zum Jexhof auf einem Spaziergang über einen Klangweg zurücklegen. Dieser Weg, der in einer Kooperation mit der Heinrich-Scherrer-Musikschule zum 1250-jährigen Jubiläum von Schöngeising angelegt wurde, ist eine Mischung aus Erlebnispfad, Kunstobjekt und Spielplatz im Wald. Unter den Klangobjekten auf dem Pfad sind beispielsweise ein Xylophon-Mammut und riesenhafte Hör-Rohre.

## Belege
1. 1 2  Geschichte. Bauernhofmuseum Jexhof, abgerufen am 29. Juli 2023.
2. ↑  Partner. Bauernhofmuseum Jexhof, abgerufen am 29. Juli 2023.
3. ↑  Dauerausstellung. Bauernhofmuseum Jexhof, abgerufen am 29. Juli 2023.
4. ↑  Rückblick auf die Saison 2014 im Jexhof. Abgerufen am 22. Januar 2021.
5. ↑  Rückblick auf die Saison 2015 im Jexhof. Landratsamt Fürstenfeldbruck, abgerufen am 22. Januar 2021.
6. ↑  Eröffnung der Ali Mitgutsch Ausstellung. Kreisbote, abgerufen am 22. Januar 2021.
7. ↑  Ausstellung „Hilfe für die Heiden. Übersee-Mission, Heimat und das Bild von Afrika (1887–1965)“ am Bauernhofmuseum Jexhof. Landratsamt Fürstenfeldbruck, abgerufen am 22. Januar 2021.
8. ↑  Der Missionierung Afrikas auf der Spur, Süddeutsche Zeitung vom 1. Dezember 2016; abgerufen am 23. Dezember 2016
9. ↑  Sonderausstellung "Kleider machen Leute". Süddeutsche Zeitung, abgerufen am 22. Januar 2021.
10. ↑  Sonderausstellung "Janosch: Vom Ammersee bis Panama". Kreisbote, abgerufen am 22. Januar 2021.
11. ↑  Ausstellung „Stroh zu Gold“ am Bauernhofmuseum Jexhof eröffnet. Landratsamt Fürstenfeldbruck, 7. Dezember 2018, abgerufen am 29. Juli 2023.
12. ↑  Die Sonderausstellung „Stroh zu Gold“ am Jexhof wird bis 17. Februar 2019 verlängert. Landratsamt Fürstenfeldbruck, 28. Januar 2019, abgerufen am 29. Juli 2023.
13. ↑  Sonderausstellung am Bauernhofmuseum Jexhof: Ignatius Taschner. Abgerufen am 22. Januar 2021.
14. ↑  Eröffnung der Eiszeit-Ausstellung am Bauernhofmuseum Jexhof per Live Stream am Donnerstag, 02. Juli 2020, um 19:30 Uhr. Landratsamt Fürstenfeldbruck, 29. Juni 2020, abgerufen am 29. Juli 2023.
15. ↑  Bauernhofmuseum Jexhof öffnet Sonderausstellung „Eiszeit(en). Gletscher, Mammut und Moränen“ ab 16. März 2021. Landratsamt Fürstenfeldbruck, 12. März 2021, abgerufen am 29. Juli 2023.
16. ↑  Viktoria Großmann: Das Donnern im Walde. Süddeutsche Zeitung, 26. Juli 2014, archiviert vom Original (nicht mehr online verfügbar) am 16. September 2016; abgerufen am 25. September 2014.

Koordinaten: 48° 6′ 57,6″ N, 11° 12′ 23,4″ O